# Bundesratswahl 1938
Zur ausserordentlichen Bundesratswahl 1938 durch die Vereinigte Bundesversammlung am 15. Dezember 1938 kam es durch den Rücktritt von Bundesrat Albert Meyer (FDP).

## Detailergebnisse der Ersatzwahl für Albert Meyer, FDP

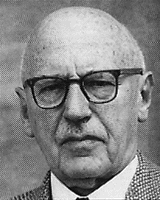
Ernst Wetter

Die Nachfolge für Bundesrat Meyer wurde zu einer Kampfwahl zwischen Nationalrat Ernst Wetter (FDP) und  Ständerat Emil Klöti (SP). Beide Kandidaten kamen aus dem Quartier Töss in Winterthur und hatten denselben Jahrgang. Trotz seines prominenten Gegenkandidaten wurde Wetter bereits im 1. Wahlgang gewählt. Er war von 1939 bis 1943 Vorsteher des Finanz- und Zolldepartements.
|                         | 1. Wahlgang |
| ----------------------- | ----------- |
| ausgeteilte Wahlzettel  | 223         |
| eingegangene Wahlzettel | 223         |
| leer/ungültig           | 8/0         |
| gültig Total            | 215         |
| absolutes Mehr          | 108         |
| Ernst Wetter            | 117         |
| Emil Klöti              | 98          |